# HIJOS (agrupación)

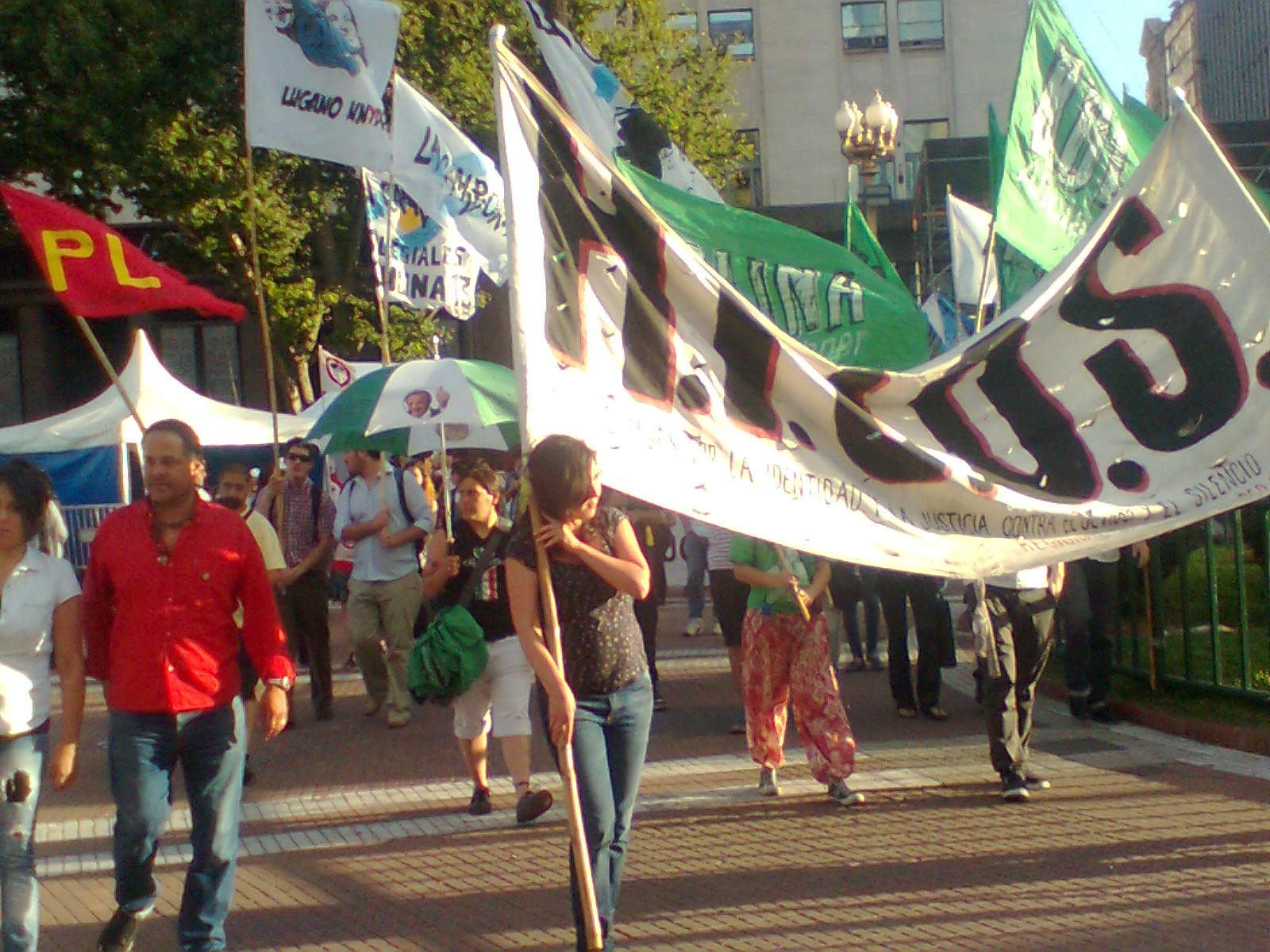
Miembros de la agrupación HIJOS en la «33° marcha de la resistencia» en la Plaza de Mayo. Diciembre de 2013.

HIJOS (acrónimo recursivo para Hijos e Hijas por la Identidad y la Justicia contra el Olvido y el Silencio) es una organización de derechos humanos de Argentina, con filiales en distintos puntos de ese país conformada principalmente por hijos e hijas de desaparecidos durante la última dictadura militar en la década de 1970. En la actualidad, presenta más de 2000 integrantes. 

## Fundación y objetivos
La organización fue fundada el 14 de abril de 1995, en el Complejo San Miguel de Río Ceballos, Córdoba, a partir de la congregación de activistas de Córdoba, La Plata, Buenos Aires, Rosario y Santa Fe que derivó en la creación de estas filiales. Luego se sumarían otras localidades, como las ciudades de Paraná, Concordia y las provincias de Tucumán, Salta y Chaco.
Sus objetivos son la lucha contra la impunidad, la reconstrucción fidedigna de la Historia, la restitución de la identidad de los hermanos y familiares secuestrados y apropiados, así como la reivindicación del compromiso histórico de sus padres y sus compañeros. Como colofón, la cárcel efectiva y perpetua para todos los responsables de crímenes de lesa humanidad de la última dictadura cívico-militar argentina, sus cómplices, instigadores y beneficiarios.

#### Funcionamiento
La organización se caracteriza por una forma horizontal de funcionar, es decir, que todas las decisiones se toman en el ámbito de una asamblea en la cual pueden participar todos sus integrantes.
En muchas filiales regionales, la organización también está integrada por jóvenes que, sin tener ningún familiar afectado directamente por la dictadura, se sienten representados por los puntos básicos de HIJOS y su política manera de hacer.

## Historia
A mediados de la década de los ochenta, militantes de organismos de derechos humanos, en conjunto con exmilitantes de organizaciones políticas de los años setenta, organizaron un espacio cuyo objetivo era contener a los hijos de sus compañeros presos o detenidos-desaparecidos. Se intentaba crear para estos niños, también víctimas del terrorismo de Estado, un espacio de contención, acompañamiento y asistencia mutua. Estos funcionaron en varias ciudades del país; en La Plata lo llamaron el “Taller de la amistad”, en Córdoba “Taller Julio Cortázar”.
A fines de 1994, un grupo de alrededor de quince hijos de desaparecidos se reunió en la Facultad de Arquitectura de la Universidad Nacional de La Plata en el marco de un homenaje a los desaparecidos que pertenecieron a esa institución. Fue la primera vez que se presentaron públicamente como un grupo reunido en torno a su condición de hijos de desaparecidos. Luego de ese homenaje estos jóvenes se sumaron a una invitación que recibieron del “Taller Julio Cortázar”, de la ciudad de Córdoba. El encuentro se realizó en Río Ceballos, allí surgió la agrupación Hijos por la Identidad y la Justicia contra el Olvido y el Silencio (H.I.J.O.S.).
El 20 de abril de 1995, se realizó en la Facultad de Humanidades y Ciencias de la Educación de la Universidad Nacional de La Plata un homenaje similar al efectuado en la Facultad de Arquitectura en 1994 donde se presentó la agrupación H.I.J.O.S. En octubre de 1995, se realiza el primer congreso nacional donde se establecen objetivos, puntos básicos y formas de funcionamiento.
A partir del vigésimo aniversario del golpe militar (1996), la agrupación es amenazada en diferentes formas, en Neuquén un joven es secuestrado por algunas horas, hay seguimientos y amenazas telefónicas. Delegados de H.I.J.O.S. se reúnen con el entonces ministro del interior, Carlos Corach, rechazando su propuesta de protección individual y responsabilizándolo de las persecuciones y amenazas.
En octubre de 1996, en un festival de rock por la libertad de los presos políticos que se realizó en Plaza de Mayo, la policía arrojó agua a los manifestantes. Entre los gases y las vidrieras rotas, golpearon a 6 militantes de la agrupación de H.I.J.O.S., de los cuales 5 fueron encarcelados y una joven fue abandonada en la calle con gran herida en la cabeza. La agrupación convocó una marcha del "día nacional de la vergüenza" que fue prohibida.
Dos días después, H.I.J.O.S. realizó una marcha en la ciudad de Buenos Aires, en repudio a la presencia de Bussi como gobernador en Tucumán, en medio de un cordón policial que iba desde Congreso hasta Plaza de Mayo. En Tucumán, 8 jóvenes de la organización Hijos por la Identidad y la Justicia contra el Olvido y el Silencio (HIJOS), que pegaban carteles en contra de Bussi, fueron arrestados y pasaron 5 horas en una comisaría por "averiguación de antecedentes".
Empiezan a hacerse los primeros escraches. Al principio con pocos participantes, pero finalmente comienzan a crecer en número. En junio de 1998 H.I.J.O.S. convoca a un escrache a Galtieri y 400 personas acompañan esta actividad. En esta actividad se convoca a una marcha en Plaza de Mayo, por la prisión perpetua para Videla (se encontraba detenido en la cárcel de Caseros) y todos los genocidas, para dos días después, y concurren dos mil quinientas personas. Pocos días después se le concede la prisión domiciliaria a Videla.
El próximo “escrachado” será el capitán de fragata Fernando Enrique Peyón. Cuando el escrache está terminando, policías de civil se arrojan sobre un joven, comenzando una represión con palos y gases y 6 jóvenes son encarcelados.

### Red Nacional
Luego de unos meses de su fundación los hijos de una quincena de ciudades, ya conformados como Organismo de Derechos Humanos, decidieron nuclearse en una Red Nacional que agrupe a las distintas regionales. La Red Nacional, que funciona actualmente, es una instancia que permite a las diferentes filiales desarrollar algunas actividades de modo conjunto o definir políticas de alcance nacional.

### Ataque político a militante de HIJOS
El 5 de marzo de 2024 una militante de HIJOS en La Plata fue atacada y abusada sexualmente en su casa en la Ciudad de Buenos Aires por dos hombres, quienes la amenazaron de muerte y escribieron “VLLC ñoqui” en una pared según el relato de la víctima.

## Organización territorial
HIJOS es una organización que existe en varios puntos de la Argentina y tiene, además, delegaciones regionales en varias ciudades del extranjero. Está integrada por hijos de desaparecidos, asesinados, presos políticos y exiliados durante la dictadura militar y sus años anteriores. La red nacional se reúne y discute políticas en encuentros periódicos y congresos anuales que funcionan horizontalmente, al igual que cada una de carácter regional.

### En Argentina
- Córdoba
- La Plata
- Ciudad de Buenos Aires
- Río Cuarto
- Chaco
- Corrientes
- Entre Ríos
- Jujuy
- Mendoza
- Rosario
- Bahía Blanca
- Formosa
- Escobar-Zárate-Campana
- San Juan
- Santa Fe
- Tucumán
- Santiago del Estero
- Paraná (Entre Ríos)
- Mar del Plata
- Necochea
- La Matanza
- Concordia (Entre Ríos)
- Avellaneda
- Lanús
- Lomas de Zamora
- Almirante Brown
- Presidente Perón
- San Vicente
- Quilmes
- Florencio Varela

### En otros países
- España
- Holanda
- México
- Guatemala
- Francia
- Uruguay
- Suecia
- Italia (Roma)
- Colombia
- Chile
- Nicaragua
- Paraguay